# Halliyur, Alur
Halliyur là một làng thuộc tehsil Alur, huyện Hassan, bang Karnataka, Ấn Độ.